# Ostabarret
Ostabarret, Ostabarès en béarnais ou Oztibarre /os̪tibare/ en basque, est un pays historique de la province basque de Basse-Navarre, correspondant au cours supérieur de la Bidouze, au sud d'Uhart-Mixe. 

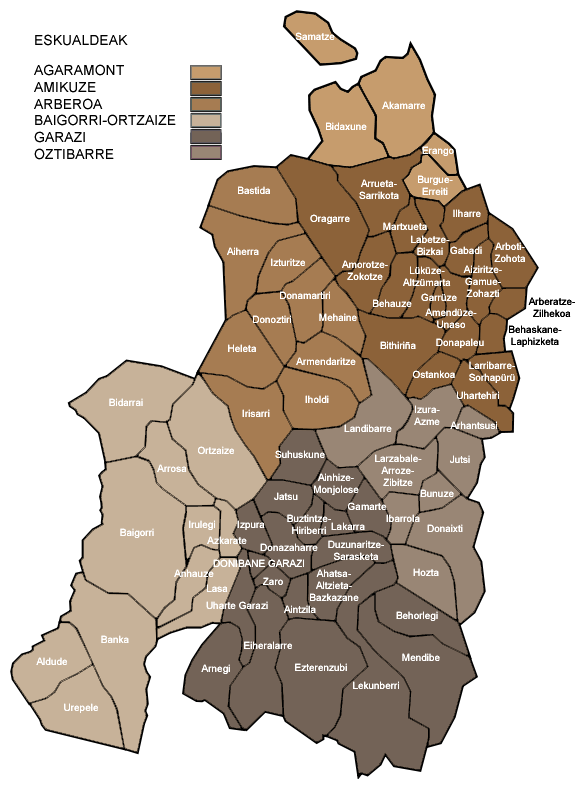
Pays historique d'Ostabarret

Blason de la Navarre

L'endroit est également nommé Ostebad (qui désigne également le village d'Ostabat), Oztibar, Terra Ostabaressii, Ostavales, Terra Ostebarezio in Navarra, Ostabarea, Hosta-Barisium, Hosta beresium dans des documents anciens,.
Son nom (H)oztibarre vient de Hozta ibarre (ou ibar) signifiant « vallée de Hosta ». Cette formation serait devenue Ostavath en gascon, d'où le nom du village d'Ostabat.

## Découpage de la Basse-Navarre
Depuis 1999, l'Académie de la langue basque ou Euskaltzaindia divise le territoire de la Basse-Navarre, selon les recommandations du comité de sa commission d'onomastique. 
Cependant la vallée de Lantabat peut être considérée comme indépendante de l'Ostabarret dans la mesure où elle possédait sa propre représentation au Parlement du royaume de Navarre.

## Communes
Il comprend les communes d'Arhansus, Bunus, Hosta, Ibarrolle, Juxue, Lantabat, Larceveau-Arros-Cibits, Ostabat-Asme (ville principale) et Saint-Just-Ibarre et une partie de la commune de Pagolle (à la suite du détachement du quartier Pagolla-Oyhan de Juxue en  1829).
Le pays d'Ostabarret faisait partie du Royaume de Navarre.
Aujourd'hui, les communes de l'Ostabarret sont réunies dans la commission syndicale de la vallée d'Ostabarret.

## Pays historiques de Basse-Navarre
- Agramont (Agaramont)
- Pays de Mixe (Amikuze)
- Arberoue (Arberoa)
- Baïgorry-Ossès (Baigorri-Ortzaize)
- Pays de Cize (Garazi)
- Ostabarret (Oztibarre)[7]

## Remarque
La vallée de Lantabat peut être considérée comme indépendante de l'Ostabarret dans la mesure où elle constituait une seule mande et donc possédait sa propre représentation aux États de Navarre.